# Peinture templière

## Liste des Peintures et Fresques d'originetemplière
| Toponyme et localisation                                                                                   | Description | Références |
| Commanderie d'Auzon France - 86100 Châtellerault (Poitou-Charentes)                                        | Fresques très abîmées par la 2e guerre mondiale, alors que la chapelle a été classée monument historique dès 1913 pour ses peintures. Christ en majesté. | voir le Site Guillaume de Sonnac |
| Commanderie d'Avalleur France - 10110 Bar-sur-Seine (Champagne-Ardenne)                                    | « Des clés de voûtes en stuc sont rapportées à la croisée d'ogives par les arcs doubleaux. Décorées de motifs floraux, elles figurent une croix de la religion stylisée. Sous les enduits, le long des arcs doubleaux, des arcs d'ogives et des arcs formerets, apparaît encore le tracé d'un décor brun rouge en dent de loup. Des motifs de tresses sont également visibles ailleurs. Autour des lancettes du triplet, subsistent des traces de faux joints peints en brun rouge et des traces de la même peinture sur certains cul-de-lampe. Sous le triplet, un corbeau mouluré est peint de trois dents de loup. Il supportait probablement une statue ». | Alanièce Valérie et Gilet François, Les templiers et leurs commanderies, l'exemple d'Avalleur en Champagne, 1995, |
| Commanderie de Coulommiers France -                                                                        | Mur du chevet : saint Georges terrassant le Dragon, une Annonciation. Voûte : un Christ en Gloire, quatre anges de part et d'autre de la clef de voûte du chœur. Classées Monument Historique en 1994. | Baptiste Hervé, La commanderie des Templiers de Coulommiers, vies et résurrection, 2000. |
| Commanderie de Cressac France - 16250 Cressac-Saint-Genis (Poitou-Charentes)                               | Fresques militaires | Peintures Templières à Cressac, dans Moyen Âge n°22, 2001 (?) |
| Commanderie de Jalès 07460 Berrias-et-Casteljau (Ardèche)                                                  | Fresques géométriques dans la chapelle | pour les photos et une courte description. |
| Commanderie de Libdeau France - 54200 Toul                                                                 | Traces de peintures anciennes, qui restent à étudier : croix de consécration, motifs sur les nervures, trompe-l'œil d'appareil de pierre, écu. | Galerie de photos |
| Commanderie de Montsaunès France - 31260 Montsaunès (Midi-Pyrénées)                                        | L'intérieur de la chapelle est décoré de fresques du début du XIIIe siècle présentant un grand nombre de figures géométriques. Se trouvant sur le chemin de Saint-Jacques-de-Compostelle, le décor intérieur y trouve son inspiration. On peut y observer des schémas astronomiques donnant le lieu et la date précise. | Jean Laffargue, « Les peintures Templières de Montsaunès », in Actes du IIe Congrès int. d'études pyrénéennes, n°6, section 5, 1957, pp.44-50. |
| Commanderie de Paulhac France - 23290 Saint-Étienne-de-Fursac (Limousin)                                   | « Importants fragments de décor peint sur les murs, datant de la fin du XIIIe siècle » dans l'église Saint-Jean | * Claude Andrault-Schmitt, « Les peintures murales de Paulhac (Saint-Etienne de Fursac) », dans Bulletin monumental, t. 154, no 2, 1996, p. 167-173. * Claude Andrault-Schmitt, « L’imitation des apôtres et le martyre au combat. Les aspirations des templiers de Paulhac entre l’abandon de Jérusalem et la chute d’Acre (1244-1291) », dans Méditerranées, no 29, 2001, p. 117-150.                                   |
| Commanderie de Pérouse Italie - 06100 (Ombrie)                                                             | Fresques templières datant de deux périodes distinctes. | |
| Commanderie du Ruou 83690 Villecroze (Var)                                                                 | Fresques encore visibles dans la voûte de l'abside. Très probablement templière, l'Ordre de Malte n'est resté qu'un siècle (environ) | http://commanderieduruou.free.fr/ |
| Ancienne Commanderie des templiers au lieu-dit « La Ferme de Sale » France - 70360 Chantes (Franche-Comté) | Quelques vestiges d'une fresque de l'église. | |
| Commanderie de Villemoison - 58200 - Nièvre- Saint-Père France - (Bourgogne)                               | Propriété privée. traces d'une fresque au niveau de l'abside représentant le Christ en majesté entouré par les quatre Évangélistes. | |
| Église Saint Aignan de Chalou-Moulineux - 91740 Chalou-Moulineux France -                                  | Fresques présentant la liste des commandeurs templiers puis hospitaliers, enfin des curés de Chalou. | |
| Chapelle de Mercey France - 71260 Montbellet (Bourgogne)                                                   | Propriété privée "Trois travées de nef épaulées de contreforts, chevet plat et structure d'ogives, comme à Island. Mais, tapissant les parois intérieurs du vaisseau (devenu simple remise), court une galerie de figures peintes de saints et de saintes, les unes terminées en leurs couleurs dont le temps a satiné l'éclat, les autres, inexplicablement inachevées et marquées encore de leurs lignes de construction, tels des dessins sortis de l'album de Villard de Honnecourt.(Raymond Oursel)" "...Le calibrage des figures selon des combinaisons dont il reste des vestiges à la chapelle des templiers de Montbellet."                           | Raymond Oursel dans «Un conflit de tendances ; les églises des templiers» de la revue Archeologia n°27, mars / avril 1969, p.35. Voir aussi La peinture murale en France au début de l'époque gothique... réf. complète en bibliographie. - Hugues Cortot « Les décors peints dans la chapelle Sainte-Catherine de Montbellet » dans Peintures murales médiévales, XIIème-XVIème siècles, réf. complète en bibliographie. |
| Chapelle de Metz France - 57000 Metz                                                                       | Propriété communale. On y relève une Vierge à l'Enfant, une scène de martyre, un saint évêque, au moins 2 panneaux de la légende de sainte Catherine. | Descriptions des illustrations de la base Mérimée |